# ان‌جی‌سی ۲۰
ان‌جی‌سی ۲۰ (به انگلیسی: NGC 20) یک کهکشان عدسی است که در صورت فلکی زن برزنجیر قرار دارد.